# Ludwig Stubbendorf
Ludwig Fritz Ernst Stubbendorf (24 de febrero de 1906-17 de julio de 1941) fue un jinete alemán que compitió en la modalidad de concurso completo. Participó en los Juegos Olímpicos de Berlín 1936, obteniendo dos medallas de oro, en las pruebas individual y por equipos.

## Palmarés internacional
| Juegos Olímpicos | Juegos Olímpicos  | Juegos Olímpicos | Juegos Olímpicos |
| Año              | Lugar             | Medalla          | Categoría        |
| ---------------- | ----------------- | ---------------- | ---------------- |
| 1936             | Berlín (Alemania) | Medalla de oro   | Individual       |
| 1936             | Berlín (Alemania) | Medalla de oro   | Por equipos      |